# جودت أحمد سعادة
جودت أحمد سعادة المساعيد هو كاتب أردني وهو أستاذ المناهج وطرق التدريس بجامعة الشرق الأوسط في الأردن، وسبق أن عمل في العديد من الجامعات العربية، وتقلدَ مناصبَ إدارية وأكاديمية جامعيةٍ عديدة منها رئيس قسم التربية ومدير مركز البحوث التربوية في جامعة اليرموك الأردنية، ورئيس قسم المناهج وطرق التدريس في جامعة السلطان قابوس، ورئيس قسم الدراسات العليا وعميد كلية التربية في جامعة النجاح الوطنية بفلسطين، ثم رئيس قسم أساليب التدريس في جامعة الإسراء الأردنية، ثم عميد كلية العلوم الإنسانية وعميد البحث العلمي وعميد كلية العلوم التربوية في جامعة الشرق الأوسط بالعاصمة الأردنية عمان. نشرَ خمسين كتاباً جامعياً وتربويا متخصصاً في عدة دورِ نشرٍ عربية، وله مائة وثلاثين بحثاً في مجلات عربية وأجنبية مُحَكَمَة.

## التعليم
حصل على بكالوريوس الجغرافيا من جامعة الإسكندرية عام 1968، وحصل على ماجستير التربية من الجامعة الأردنية عام 1973، وماجستير الجغرافيا من جامعة كنساس الأمريكية عام 1978، ودكتوراة الفلسفة في المناهج وطرق التدريس عام 1980 من جامعة كنساس ذاتها.

## مؤلفات
صدرت له عدة أعمال منها:
1. تطوير مناهج وطرق تدريس الجغرافيا(1983).عمان: مؤسسة الرأي للطباعة والنشر،(221 صفحة).
2. تخطيط المناهج وتطويرها(1985). عمان: مطابع الجمعية العلمية الملكية الأردنية ولحساب كليات المجتمع المتوسطة في سلطنة عمان، (289) صفحة (بالاشتراك مع ثلاثة آخرين).
3. أساليب تعليم الدراسات الاجتماعية(1985) .عمان: مطابع الجمعية الملكية الأردنية ولحساب كليات المجتمع المتوسطة في سلطنة عمان،  (294) صفحة (بالاشتراك مع ثلاثة آخرين).
4. الأطلس المجسم والملون لأشكال سطح الأرض(1986). بيروت: دار الجيل، وعمان: مكتبة المحتسب (208) صفحات (بالاشتراك مع عباس حدادين). –
5. تدريس مفاهيم اللغة العربية والرياضيات والعلوم والتربية الاجتماعية(1988). بيروت: دار الجيل،  (512) صفحة مع تجليد فني أنيق (وبالاشتراك مع جمال اليوسف)،
6. مناهج الدراسات الاجتماعية (1990). الطبعة الثانية. بيروت: دار العلم للملايين، (703) صفحات.
7. المنهج المدرسي الفعال (1991). عمان:  دار عمار للطباعة والنشر (600) صفحة، (بالاشتراك مع الدكتور عبد الله محمد إبراهيم).
8. تحديد مهام رؤساء الأقسام(1995). مطابع جامعة السلطان قابوس، مسقط/سلطنة عُمان (150) صفحة (بالاشتراك مع آخرين).
9. تطوير أساليب التقويم الجامعي(1996). مطابع جامعة السلطان قابوس، مسقط/سلطنة عُمان: مطابع جامعة السلطان قابوس، مسقط/سلطنة عُمان (193) صفحة (بالاشتراك مع آخرين).
10. إعداد المعلم الجامعي(1997). مطابع جامعة السلطان قابوس، مسقط/سلطنة عُمان:  مطابع جامعة السلطان قابوس:مسقط/سلطنة عُمان (190) صفحة (بالاشتراك مع آخرين).
11. المنهج المدرسي في القرن الحادي والعشرين(1997). الكويت: مكتبة الفلاح للطباعة والنشر، (526) صفحة (بالاشتراك مع الدكتور عبد الله محمد إبراهيم).
12. التربية الوطنية عن فلسطين (2002). كتابٌ مقرر لطلبة الصف الثاني الأساسي في مدارس السلطة الوطنية الفلسطينية بجزئين (210) صفحات للجزئين (بالاشتراك مع آخرين).
13. التربية الوطنية عن فلسطين (2003). كتابٌ مقرر لطلبة الصف الرابع الأساسي في مدارس السلطة الوطنية الفلسطينية بجزئين (235) صفحة للجزئين(بالاشتراك مع آخرين).
14. تدريس مهارات الخرائط ونماذج الكرة الأرضية (2001). عمان :دار الشروق(580) صفحة .
15. دليل الانتاج العلمي والفكري والثقافي للعاملين في جامعة النجاح الوطنية(2002). من منشورات جامعة النجاح الوطنية في نابلس، 2002 (368) صفحة ( بالاشتراك مع اخرين).
16. استخدام الأهداف التعليمية في جميع المواد الدراسية (2006). الرياض : دار الزهراء (291) صفحة.
17. الوضع الاجتماعي والاقتصادي والتربوي في لواء ذيبان : دراسة مسحية تحليلية(2006) . عمان:  دار الرأي للطباعة والنشر(315) صفحة .
18. استخدام الحاسوب والانترنت في ميادين التربية والتعليم( 2007). عمان: دار الشروق للطباعة والنشر والتوزيع،  (384) صفحة مع تجليد فني انيق.(بالاشتراك مع عادل سرطاوي).
19. التعلم التعاوني: نظريات وتطبيقات ودراسات (2008). عمان: دار وائل للطباعة والنشر، 2008 م(485) صفحة مع تجليد فني أنيق (بالاشتراك مع آخرين).
20. المنهج المدرسي للموهوبين والمتميزين (2009). عمان : دار الشروق للطباعة والنشر والتوزيع (446).
21. تدريس مهارات التفكير : مع مئات الأمثلة التطبيقية (2009). الإصدار الثالث. عمان: دار الشروق للطباعة والنشر والتوزيع،  (600) صفحة مع تجليد فني أنيق.
22. أساليب تدريس الموهوبين والمتفوقين(2010). عمان: مركز ديبونو للنشر والتوزيع (545) صفحة.
23. العقد الأول لتولي جلالة الملك عبدالله الثاني ابن الحسين سلطاته الدستورية(2011). عمان: مركز العرب والعالم للدراسات والإعلام(234) صفحة (بالاشتراك مع آخرين.
24. التعلم النشط بين النظرية والتطبيق (2011). عمان: دار الشروق (463) صفحة. (بالاشتراك مع اخرين).
25. تنظيمات المناهج وتخطيطها وتطويرها(2011). عمان: دار الشروق (بالاشتراك مع الدكتور عبد الله محمد إبراهيم) (452) صفحة مع تجليد فني انيق.
26. المنهج المدرسي المعاصر (2011). عمان: دار الفكر (568) مع تجليد فني أنيق(بالاشتراك مع آخر).
27. صياغة الأهداف التربوية والتعليمية في جميع المواد الدراسية(2013): كتاب الخمسة آلاف هدف. عمان: دار الشروق للطباعة والنشر والتوزيع،  (680) صفحة مع تجليد فني أنيق.
28. المعجم الجغرافي الموسوعي (2012). بيروت : مكتبة لبنان. ( حوالي 800) صفحة مع تجليد فني أنيق  ومئات الصور والرسوم والأشكال والخرائط (بالاشتراك مع آخر).
29. مهارات عقلية تنتج أفكاراً إبداعية (2013) . عمان : دار الثقافة. (416) صفحة. (بالاشتراك مع آخر).
30. التعلم الخبراتي أو التجريبي (2014). عمان : دار الثقافة للطباعة والنشر والتوزيع ( 488) صفحة .
31. كتاب التربية الوطنية للصف الأول الأساسي بمدارس السلطة الوطنية الفلسطينية: الجزء الأول (2014).(تحرير علمي). (60 صفحة). بالاشتراك مع آخرين
32. كتاب التربية الوطنية للصف الأول الأساسي بمدارس السلطة الوطنية الفلسطينية: الجزء الثاني(2014).(تحرير علمي). (68 صفحة) بالاشتراك مع آخرين.
33. كتاب التربية الوطنية للصف الثاني الأساسي بمدارس السلطة الوطنية الفلسطينية: الجزء الأول(2014).(تأليف). (84 صفحة). بالاشتراك مع آخرين
34. كتاب التربية الوطنية للصف الثاني الأساسي بمدارس السلطة الوطنية الفلسطينية: الجزء الثاني(2014).(تأليف). (68 صفحة). بالاشتراك مع آخرين
35. كتاب التربية الوطنية للصف الرابع الأساسي بمدارس السلطة الوطنية الفلسطينية: الجزء الأول(2014).(تأليف). (66 صفحة). بالاشتراك مع آخرين
36. كتاب التربية الوطنية للصف الأول الأساسي بمدارس السلطة الوطنية الفلسطينية: الجزء الثاني(2014).(تأليف). (67 صفحة). بالاشتراك مع آخرين
37. مهارات التفكير والتعلم (2015) . عمان : دار المسيرة للطباعة والنشر(519) صفحة.
38. أشكال سطح الأرض بالمعلومات والصور والرسوم والخرائط الملونة(2017). عمان : دار المسيرة للطباعة والنشر(357) صفحة.
39. استراتيجيات التدريس المعاصرة مع الأمثلة التطبيقية (2018). عمان: دار المسيرة للنشر والتوزيع(805) صفحات.
40. طرائق التدريس العامة وتطبيقاتها التربوية(2018). عمان: دار المسيرة للنشر والتوزيع(566) صفحة.
41. تقويم المناهج بين الاستراتيجيات والنماذج(2019). عمان: دار المسيرة للنشر والتوزيع(670) صفحة.
42. تقويم المناهج:التوجهات الحديثة- المعايير العالمية- الخطط التطبيقية- استشراف المستقبل (2019). عمان: دار المسيرة للنشر والتوزيع(658) صفحة.
43. حصاد نصف قرن من العطاء (سيرة حافلة بالإنجازات العلمية والثقافية) (2020). عمان: دار المسيرة للنشر والتوزيع (تسعمائة صفحة).
44. ذكرياتي في التربية والتعليم العالي (2020). دار المسيرة للنشر والتوزيع (480 صفحة).
45. التربية على المواطنة في الدول العربي (2023). مسقط: دار الوراق العُمانية. (بالإشتراك نع آخرين). الاتجاهات التربوية المعاصرة. قيد النشر حالياً.
46. تقويم البرامج التعليمية. قيد النشر حالياً.
47. تحليل المناهج الدراسية. قيد النشر حالياً.

## جوائز
حصل على جائزة البحث العلمي من جامعة اليرموك في 1985، وعلى جائزة العلماء العرب الشبان من مؤسسة شومان العربية في 1986.

## الابحاث
1. البحث 120. فعالية استخدام استراتيجية القبعات الست في التحصيل والتفكيرالتأملي
2. البحث 119. تطبيق التعليم الهجين في العملية التعليمية
3. البحث 118. استخدام استراتيجية الصف المقلوب
4. البحث 117. تدريس العلوم بالأسئلة السابرة والمنظم المتقدم
5. البحث 116 . أثر استخدام استراتيجية المعرفة السابقة في اكتساب طلبة المرحلة الثانوية للمفاهيم العقدية
6. البحث 115 . تدريس العلوم باستخدام مهارتين عقليتين
7. البحث 114- اثر استخدام استراتيجيات الحل الابداعي للمشكلات TRIZ في اكتساب الطلبة للمفاهيم الفقهيه الاسلامية
8. البحث 113. دراسة تحليلية لنظرية كولب عن التعلم الخبراتي وتطبيقاتها
9. البحث 112 مستوى مقدرة طلبة التربية العملية في الجامعة
10. البحث 111.آليات مقترحة لقبول طلبة الدراسات العليا
11. البحث 110 درجة تضمين محتوى دليل التربية الرياضية
12. البحث 109. فاعلية توظيف برمجية تعليمية محوسبة
13. البحث 108 واقع تمويل مؤسسات التعليم العالي
14. البحث 107 الذكاء الوجداني والذكاء المنطقي الرياضي
15. البحث 106 (دراسة تحليلية للمهارات التكيفية والوظيفية لطلبة الإعاقة الذهنية)
16. البحث 105. وجهة نظر تحليلية لطرائق تدریس التربیة الخاصة واستراتیجیاتها الحدیثة
17. البحث 104 دراسة تحليلية لتطور مناهج التربية الخاصة وتطويرها
18. البحث 103. أثر استخدام استراتيجية القصة ذات الاتجاه الواحد والقصة ذات الاتجاهين، في التفكير الناقد لدى الأطفال
19. البحث 102. تقييم مسيرة التربية والتعليم العالي في عهد جلالة الملك عبد الله الثاني 2010
20. البحث 101. أنماط مناهج التربية الخاصة
21. البحث 100 (فعالية تطبيق أسلوب طاولة روبين والدببة الثلاثة)
22. البحث 99 (تدريس اللغة العربية بأسلوب انظر قبل أن تسمع)
23. البحث 98 (أسباب تدني مستوى التحصيل بمادة الرياضيات)
24. البحث 97 (فعالية استخدام نمطي الذكاء العاطفي والذكاء المكاني)
25. البحث 96 (درجة ممارسة معلمي المرحلة الابتدائية لعناصر التعلم النشط)
26. البحث 95 (درجة استخدام التقنيات التربوية الحديثة في مدارس دولة الكويت وصعوبات استخدامها في عملية التدريس من وجهة نظر معلمي اللغة العربية في ضوء الاتجاهات التربوية
27. البحث 94 (التربية الأمنية)
28. البحث 93 (الدور الأكاديمي لرئيس القسم الجامعي)
29. البحث 92 (تدريس الفيزياء بطريقتي حل المشكلات ابداعيا والمجموعات الثرثارة، وأثر ذلك في التحصيل والتفكير الابداعي لطلبة الصف العاشر
30. البحث 91 (اثر استخدام استراتيجيتين للتفكير ماوراء المعرفي على التحصيل وتنمية التفكير الناقد لدى طالبات الصف السابع)
31. البحث 90 (تدريس التربية الإسلامية باستخدام التعلم الإلكتروني)
32. البحث 89 (درجة ممارسة المعلمين والطلبة لأدوارهم في التعلم النشط)
33. البحث 88 (صعوبات تطبيق التعلم النشط في المدارس الثانوية بمحافظة مادبا)
34. البحث 87 (تطبيق ثلاث مهارات لبرنامج كورت للتفكيرفي تدريس العلوم)
35. البحث 86 (مشكلات تدريس مادة اللغة الانجليزية لطلبة الأول الثانوي في منطقة الكرك التعليمية من وجهة نظر المعلمين)
36. البحث 85 (درجة استخدام معلمي المرحلة الابتدائية للكتب الالكترونية وأثرها في تنمية مهارات القراءة لدى الطلبة من وجهة نظر المعلمين
37. البحث 84 (مستوى المقدرة الاستيعابية والتطبيقية لأنواع الأسئلة السابرة والتصنيفية لدى طلبة الدراسات العليا)
38. البحث 83 (تطبيق التعلم النشط باستخدام استراتيجيتي المجموعات الثرثاره والاسئلة السابرة على الطالبات المتفوقات في الصف التاسع بدول
39. البحث 82 (المناهج الشرعية بين الواقع والطموح والتطلعات المستقبلية)
40. البحث 81 (تصور مقترح لتطوير كلية العلوم التربوية بجامعة النجاح الوطنية)
41. البحث 80 (تدريس طالبات الصف الأول المتوسط باستخدام الأول معمل الرياضيات، واثر ذلك في مهارات التفكير الرياضي)
42. البحث 79 (درجة تطبيق مهارتي المرونة والتوضيح في تدريس اللغة العربية واثره في التحصيل والذكاء اللغوي لطالبات الصف التاسع الأول
43. البحث 78 (أثر استخدام أسلوبي المحاضرة المعدلة ولعب الدور في تحصيل طلبة التمريض واتجاهاتهم نحو المهنة)
44. البحث 77 (أثر استخدام استراتيجيتي العصف الذهبي والمنظم المتقدم في تدريس العلوم للمتفوقين من طلبة الصف السابع الاساسي في التح
45. البحث 76 (الكشف عن الفروق وقياس مدى الارتباط بين مهارات تحديد الجهات عند تلاميذ الصف السادس الابتدائي)
46. البحث 75 (الفرق بين اكتساب الذكور والاناث من طلبة المرحلة الاعدادية لمهارة تحديد الجهات على الخريطة الجغرافية)
47. البحث 74 (درجة تطبيق معلمات رياض الأول لعناصر التعلم النشط في دولة الكويت)
48. البحث 73 (تدريس مهارة تحديد الجهات الاصلية لتلاميذ المرحلة الابتدائية)
49. البحث 72 (الأول التعليمية للدراسات الاجتماعية وتطبيقاتها على المجال المعرفي)
50. البحث 71 (دراسة مقارنة لاتجاهات المشرفين التربويين والمديرين والمعلمين نحو الدراسات الاجتماعية)
51. البحث 70 (دراسة ميدانية للاتجاهات نحو دور الدراسات الاجتماعية في التربية)
52. البحث 69 (صياغة الأول التعليمية في مختلف المواد الدراسية)
53. البحث 68 (تطوير الدور الاداري والقيادي لرئيس القسم الاكاديمي في جامعة النجاح الوطنية)
54. البحث 67 (الأهداف التعليمية للدراسات الاجتماعية وتطبيقاتهاعلى المجال المعرفي)
55. البحث 66 (المنهج المدرسي مفهومه وعناصره وانواعه والاتجاهات الحديثة في اغنائه وتكييفه لحاجات البيئة)
56. البحث 65 (دراسة تحليلية تقويمية لمناهج الدراسات الاجتماعية في مراحل التعليم العام الاردنية)
57. البحث 64 (أثر تدريس وحدة تعليمية مطورة في اكتساب طلبة الدراسات الاجتماعية بجامعة السلطان قابوس لمهارة تحديد الأماكن على الخريطة
58. البحث 63 (أساليب التقويم الضرورية لمعلم الدراسات الاجتماعية في المرحلة الابتدائية)
59. البحث 62 (أهمية تدريس مهارات الخرائط والكرات الأرضية)
60. البحث 61 (تطوير أداء الأول هيئة التدريس في الجامعات)
61. البحث 60 (اختبار فعالية المشاغل التربوية في القدرة التصنيفية للاهداف التدريسية والاحتفاظ بها عند طلبة الجامعة)
62. البحث 59 (مستوى الطالب التعليمي وجنسة واثرهما على اكتسابه لمهارة واستخدام الجهات الرئيسة والفرعية في الحياه اليومية)
63. البحث 58 (ترتيب تلاميذ الصف السادس الاساسي للقيم حسب مقياس روكيش في ضوء عدد من المتغيرات)
64. البحث 57 (انتقال اثر التعلم لمهارة مقياس رسم الخريطة لدى طلبة الدراسات الاجتماعية والهندسية المدنية في جامعة اليرموك)
65. البحث 56 (اتجاهات طلبة كلية التربية الأرضية في الكويت نحو استخدام الأول هيئة التدريس لتقنية العرض التقديمي في ضوء عدد من
66. البحث 55 (أثر الجنس والخبرة التعليمية على اتجاهات المعلمين الأردنيين نحو أهمية الدراسات الاجتماعية)
67. البحث 54 (أثر شكلية تزويد طلاب الصف الأول الثانوي بالأهداف السلوكية في تحصيلهم واحتفاضهم بمادة الجغرافيا حسب مستويات ثلاثة ل
68. البحث 53 (تطبيق تصنيف كراثول للمجال الانفعالي وتصنيف سمبسون للمجال المهاري الحركي على الأول السلوكية في الدراسات الاجتماع
69. البحث 52 (أثر كل من الخبرة التدريسية والمستوى الملاحظ لأداء المعلمين بمدارس سلطنة عمان، في اكتساب طلابهم مهارة قراءة رموز الخريطة
70. البحث 51 (تخطيط منهج الدراسات الاجتماعية . المجلة المغربية)
71. البحث 50 (الأول ومنهجية للدراسات الاجتماعية)
72. البحث 49 (اثر عدد من المتغيرات في اكتساب طلبة الجامعة لمهارات التفكير الناقد)
73. البحث 48 (العلاقة بين الدرجة العلمية لمعلمي الدراسات الاجتماعية وبين اتجاهاتهم نحو مناهجها وطرق تدريسها (دراسة ميدانية))
74. البحث 47 (تطبيق الحقائب التعليمية في ميدان الدراسات الاجتماعية)
75. البحث 46 (دراسة ميدانية لمشكلات التسجيل والارشاد الاكاديمي الجامعي)
76. البحث 45 (اختبار اثر تدوين الملاحظات في الأول المحاظرة أو في نهايتها، في تحصيل واحتفاظ طلبة الجامعة في موضوع الأول المنهج الم
77. البحث 44 (استخدام الاختبارات ذات الاختيار المتعدد في التاريخ والجغرافيا)
78. البحث 43 (مدى الفروق في أداء الطلبة لمهارة تحديد الجهات الفرعية حسب مستوى الصف التعليمي وجنس الطالب)
79. البحث 42 (اثر تدريس وحدة مطورة حول الافعال القهرية في تحصيل المرشدين التربويين واحتفاظهم بها)
80. البحث 41 (قدرة التفكير الابداعي لدى طلبة جامعة السلطان قابوس)
81. البحث 40 (اكتساب طلبة المرحلة الاعدادية لمهارة تحديد الجهات دراسة ميدانية)
82. البحث 39 (تاثير طريقة التدريب على عملية اخذ طلبة الجامعة للملاحظات في استرجاعهم المعلومات تتعلق بمادة -المنهج المدرسي- حسب معدلهم التراكمي
83. البحث 38 (الأول العامة للدراسات الاجتماعية العربية في المرحلة الثانوية)
84. البحث 37 (عادات التعامل مع الامتحان لدى طلبة الأول الثانوي في محافظة مأدبا الاردنية وعلاقة ذلك بجنس الطالب ومعدله العام)
85. البحث 36 (أثر مستوى تعلم الأب والأم والترتيب الولادي في قدرات التفكير الابداعي لدي عينة من الأول ماقبل المدرسة بدولة البحرين
86. البحث 35 (فعالية الدورات التدريبية وتقديرات الموجهين لمعلمي الجغرافيا، في اكتساب طلبة الصف الأول الثانوي بسلطنة عمان لمهارة قياس المهارات على الخريطة
87. البحث 34 (الأخطاء الناجمة عن الطلبة والجدول الدراسي في عملية الارشاد الاكاديمي وعلاقتها ببعض المتغيرات).
88. البحث 33 (استخدام استراتيجيتي سميث وباير واثرهما في تنمية التفكير الناقد واتجاهات طالبات الصف السابع الاساسي نحو مبحث التاريخ
89. البحث 32 (  An Investigation of the Use of Behavioral Objectives in Jordanian Social Studies تقصي استخدام الأول السلوكية في صفوف الدراسات الإجتماعية الأردنية
90. البحث 31 (دواعي عزوف طلبة الثانوية العامة عن اختيار التاريخ كمبحث بديل من وجهة نظر الطلبة والمعلمين)
91. البحث 30 (تدريس الرياضيات لطلاب الصف التاسع باستخدام نمطين من انماط الذكاءات المتعدده واثر ذلك في التحصيل والدافعية)
92. البحث 29 (طريقة المحاضرة في التدريس)
93. البحث 28 (أثر استخدام المختبرات الافتراضية على كل من التحصيل والخيال العلمي لطلاب الجامعات الاردنية في مجال دراستهم الفيزياء
94. البحث 27 (تدريس التاريخ لطلبة الصف الحادي عشر بطريقتي الحوار والاكتشاف واثر ذلك في التفكير الناقد والتحصيل لديهم)
95. البحث 26 (تدريس الجغرافيا بطريقة حل المشكلات ( مع نموذج تطبيقي لها على مشكلة الغذاء في العالم))
96. البحث 25 (الاستخدام السليم لطريقة المحاضرة في تدريس الجغرافية)
97. البحث 24 (اثر الوظيفة التربوية للمعلمين والمشرفين عن ادراكهم لصعوبات تدريس التربية الاجتماعية في المدارس الابتدائية الاردنية
98. البحث 23 (مقارنة بين طريقة الاستقصاء وطريقة الالقاء في تدريس الجغرافيا)
99. البحث 22 (Proposals for Improvement of Social Studies Curriculum Materials and Teaching-Learning Experiences
100. البحث 21 (دور واهمية التعميمات والنظريات في ميادين العلوم الاجتماعية)
101. البحث 20 (المواد الاجتماعية وعلاقتها بالعلوم الاجتماعية)
102. البحث 19 (نظرية المنهج المدرسي ومطالب القرن الجديد)
103. البحث 18 (دور المفاهيم في منهج الدراسات الاجتماعية)
104. البحث 17 (المنهج المدرسي وتحديات المستقبل)
105. البحث 16 (تقويم محتوى مناهج الدراسات الاجتماعية في مراحل التعليم العام الاردنية)
106. البحث 15 (التنظيم الكلي والتنظيم الجزئي للمادة وعلاقة ذلك بالتحصيل الدراسي للطلاب واحتفاظهم بالتعلم البحث الخامس عشر)
107. البحث 14 (الخبرات التعلمية في مناهج الدراسات الاجتماعية)
108. البحث 13 (تخطيط منهج الدراسات الاجتماعية . المجلة اللبنانية )
109. البحث 12 (المشكلات المنهجية للدراسات الاجتماعية في المرحلة الابتدائية الاردنية كما يراها المشرفون التربويون والمديرون والمعل
110. البحث 11 (تعامل مديري المدارس الأرضية الفلسطينية مع المناهج والطلبة خلال انتفاضة الاقصى)
111. البحث 10 (اثر تدريب المعلمات الفلسطينيات على الأول التعلم النشط في التحصيل الآني والمؤجل لديهن في ضوء عدد من المتغيرات).
112. البحث 9 (تقدير معلمي المرحلة الثانوية في محافظة القدس وضواحيها للحياة المدرسية خلال انتفاضة الاقصى)
113. البحث 8 (دور المشرفين التربويين الفلسطينين خلال تفاعلهم مع المناهج المدرسي والطلبة الأول انتفاضة الاقصى في محافظتي رام الله
114. البحث 7 (المشكلات التي يعاني منها الطلبة المغتربون في جامعة النجاح الوطنية خلال انتفاضة الاقصي)
115. البحث 6 (تفاعل المعلمين في فاسطين مع المناهج المدرسية والطلبة خلال انتفاضة الاقصى من وجهة نظرهم)
116. البحث 5 (المشكلات التي تواجه سائقي السيارات العمومية لنقل الركاب في محافظة نابلس خلال انتفاضة الاقصي).
117. البحث 4 (أثر بعض المتغيرات النفسية والديموغرافية على مستوى قلق الامتحان لدى طلبة الثانوية العامة في شمال فلسطين خلال انتفاضة
118. البحث 3 (البيئة الدراسية البيتية لدى طلبة المرحلتين الأرضية والثانوية في فلسطين خلال انتفاضة الاقصى).
119. البحث 2 (ضغوط العمل التي يتعرض لها الممرضون والممرضات خلال انتفاضة الاقصى في مستشفيات محافظة نابلس الفلسطينية).
120. البحث 1 (المشكلات السلوكية لدى الأول الفلسطينيين في المرحلة الأرضية الدنيا بمحافظة نابلس خلال انتفاضة الاقصى كما يراها المعلمون